# Muhammed Cham
Muhammed-Cham Saracevic, häufig auch Muhammed Cham Saracevic oder einfach nur Muhammed Cham (* 26. September 2000 in Wien), ist ein österreichischer Fußballspieler gambischer Abstammung. Er steht in der Türkei bei Trabzonspor unter Vertrag.

## Karriere

### Verein
Muhammed Cham begann seine Karriere im Wiener Gemeindebezirk Ottakring beim SC Red Star Penzing. Im Oktober 2008 verließ er Österreich. Bis 2016 spielte er daraufhin in Deutschland in der Jugend von Hannover 96. Zur Saison 2016/17 wechselte er zu den B-Junioren des VfL Wolfsburg. Für diese kam er in jener Spielzeit zu 22 Einsätzen in der B-Junioren-Bundesliga.
Im August 2017 kam er gegen Hertha BSC erstmals für die U-19-Mannschaft in der A-Junioren-Bundesliga zum Einsatz. In der Saison 2017/18 absolvierte er in dieser 15 Spiele, in denen er drei Tore erzielte. In der Saison 2018/19 kam er zu 22 Einsätzen und wurde mit Wolfsburg Meister der Gruppe Nord/Nordost. Daher nahm er mit Wolfsburg auch an der Endrunde teil, bei der man jedoch im Halbfinale am VfB Stuttgart scheiterte.
Zur Saison 2019/20 rückte Muhammed Cham in den Kader der Zweitmannschaft von Wolfsburg. Sein Debüt für diese in der Regionalliga gab er im Juli 2019, als er am zweiten Spieltag jener Saison gegen den BSV Rehden in der 80. Minute für Julian Justvan eingewechselt wurde. Nach drei Einsätzen für Wolfsburg II kehrte er im September 2019 nach Österreich zurück und wechselte zum Bundesligisten FC Admira Wacker Mödling.
Sein Debüt in der Bundesliga gab er im selben Monat, als er am achten Spieltag jener Saison gegen den SKN St. Pölten in der Startelf stand und in der 65. Minute durch Erwin Hoffer ersetzt wurde. Für die Admira kam er insgesamt zu 18 Bundesligaeinsätzen. Im Oktober 2020 wechselte er nach Frankreich zum Zweitligisten Clermont Foot, der ihn allerdings direkt nach Dänemark an den Zweitligisten Vendsyssel FF verlieh. Bis zum Ende der Leihe kam er zu 22 Einsätzen in der 1. Division für Vendsyssel.
Zur Saison 2021/22 wurde er ein zweites Mal verliehen, diesmal zurück nach Österreich an den Zweitligisten SC Austria Lustenau. Bei Lustenau gelang ihm dann der Durchbruch: In der Saison 2021/22 kam er zu 29 Einsätzen in der 2. Liga, in denen er 15 Tore erzielte. Damit war er der viertbeste Torschütze der Liga; mit neun Vorlagen war er der beste Vorlagengeber der Liga. In jener Saison wurde Muhammed Cham zum besten Spieler der Liga gekürt, mit Lustenau stieg er zudem als Zweitligameister in die Bundesliga auf. Zur Saison 2022/23 kehrte er dann nach Clermont zurück. Für die Franzosen absolvierte er 71 Spiele in der Ligue 1, in denen er 15 Mal traf. 2024 stieg er mit dem Team aber aus dem Oberhaus ab.
Im Anschluss wechselte Muhammed Cham im August 2024 in die Türkei zu Trabzonspor.

### Nationalmannschaft
Muhammed Cham spielte im Oktober 2018 drei Mal für die österreichische U-19-Auswahl. Im Oktober 2021 debütierte er gegen Estland im U-21-Team, für das er insgesamt viermal spielte.
Im September 2022 wurde er erstmals in den Kader der A-Nationalmannschaft berufen. Im selben Monat gab er dann in der UEFA Nations League gegen Kroatien sein Debüt im Nationalteam.

## Erfolge
- Bester Spieler der 2. Liga: 2022

## Persönliches
Muhammed Cham wurde als Sohn einer Gambierin in Wien geboren. Sein Nachname Saracevic stammt von seinem bosnischen Stiefvater, mit dem er aber nichts zu tun haben will.